# Sarīdeh
Sarīdeh (persiska: سریده) är en ort i Iran.   Den ligger i provinsen Khorasan, i den nordöstra delen av landet, 600 km öster om huvudstaden Teheran. Sarīdeh ligger 1 614 meter över havet och antalet invånare är 306.
Terrängen runt Sarīdeh är huvudsakligen kuperad, men den allra närmaste omgivningen är platt.Runt Sarīdeh är det glesbefolkat, med 10 invånare per kvadratkilometer. Närmaste större samhälle är Bajestān, 17,7 km norr om Sarīdeh. Omgivningarna runt Sarīdeh är i huvudsak ett öppet busklandskap.